# Abdullah Ghanem
Abdullah Ghanem (tiếng Ả Rập:عبد الله غانم) (sinh ngày 21 tháng 5 năm 1995) là một cầu thủ bóng đá người Các Tiểu vương quốc Ả Rập Thống nhất. Hiện tại anh thi đấu cho Al-Sharjah.